# Aïn Ben Khelil
Aïn Ben Khelil (em árabe: عين بن خليل) é uma comuna localizada na província de Naâma, Argélia. Segundo o censo de 2008, a população total da cidade era de 12 632 habitantes.